# Carlos Septién
Carlos Septién (né le 18 janvier 1923 au Mexique et mort à une date inconnue) fut un joueur de football mexicain.

## Biographie

### International
Il fut international avec le Mexique à 13 reprises entre 1947 et 1954.
Il a participé avec sa sélection à la coupe du monde 1950 au Brésil et à la coupe du monde 1954 en Suisse.